# Virgilio Chiesa
Virgilio Chiesa (Sessa, 21 novembre 1888 – Lugano, 14 novembre 1971) è stato un insegnante e storico svizzero-italiano.

## Biografia
Nato a Bonzaglio, frazione di Sessa, figlio di Emilio e di Marietta Trezzini. La famiglia si trasferisce ad Astano quando lui è ancora giovanissimo.

## Sue opere
- Prefazione dell'opuscolo "65 anni di vita della Società agricola del III circondario" di Angelo Tamburini di Miglieglia, Tip. Mazzuconi, Lugano 1928;
- Tiro federale di Bellinzona, con la cronaca della festa, una descrizione del Malcantone ed alcune leggende, Arti grafiche Orell-Füssli, Zurigo 1929;
- L'anima del villaggio: paesaggi, tradizioni e leggende ticinesi. Collezione "Terra nostra", Tip. Successori a Natale Mazzuconi, Lugano 1934;
- I nostri boschi, libro per la gioventù e il popolo, edito dalla Società forestale svizzera, Istituto editoriale ticinese, 1934;
- Dottor Agostino Soldati (1857-1938), estratto dall'Annuario "La Suisse", Nuova Società Elvetica 1939;
- Storia di Lugano. Lugano intima, condotta su documenti, Istituto editoriale ticinese, Bellinzona 1942;
- L'ospedale civico di Lugano. Dati storici e notizie, Istituto editoriale ticinese, Bellinzona 1944;
- Lugano e Mendrisiotto. (Arte e storia) vol. V. Collection des villes et régions d'art de la Suisse, La Baconnière, Neuchàtel 1946;
- Il centenario della navigazione a vapore sul lago di Lugano, prefaz. dell'avv. Carlo Battaglini (1848-1948), Arti grafiche già Veladini, Lugano 1948;
- Emilio Morosini e Villa Negroni di Vezia, Edizioni della Lanterna, Lugano 1949;
- L'opera della Pro Lugano, Arti grafiche già Veladini, Lugano 1949;
- Il viaggio dei Conti Durini in Svizzera nel 1792, estratto da "L'Educatore", Lugano 1949;
- Un illustre esule: Giovanni Grilenzoni, estratto da "La Scuola" n. 11, novembre 1951;
- Echi del nostro Ottocento nel carteggio di Pietro Peri, Edizioni "La Scuola", Tip. Eredi fu Ernesto Stucchi, Mendrisio 1952;
- Discorso per l'inaugurazione della lapide di Antonio Galli, Tip. Grassi & Co, Bellinzona 1952;
- La Villa Favorita di Castagnola, prefaz. al Catalogo illustrato della Pinacoteca Thyssen-Borenmisza, Arti grafiche già Veladini & CO S.A., Lugano-Besso 1953;
- Il 40º di esercizio delle ferrovie luganesi, studio preceduto dalla storia della Ferrovia internazionale del San Gottardo e delle Ferrovie regionali del Ticino, Tip. Gaggini-Bizzozero, Lugano 1953;
- Per il 150º anniversario dell'autonomia ticinese, 1803-1953, Esposizione storica, Tip. Grafica, Bellinzona 1953;
- Il Liceo cantonale, Istituto editoriale ticinese, Bellinzona 1954;
- Prefazione al libro "La campagna del Sonderbund contro il Ticino 1847" di Gaetano Beretta, Tip. Grassi & CO, Bellinzona 1954;
- Nel 125.esimo annuale della Civica filarmonica di Lugano, Tip. La Commerciale, Lugano 1955;
- Vitomare. Ritratti di contemporanei, voll. I e II, La Toppa Ed. d'arte, Lugano 1956;
- In memoria di Massimo Guidi, estratto dal "Cantonetto", Tip. S.A. Tipografia Editrice Luganese, Lugano 1956;
- Lettere inedite di Stefano Franscini, estratto dal "Cantonetto", agosto 1957;
- Prefazione al libro "Arte a Morcote" dell'ispett. Teucro Isella, Tipografia S.A. Grassi & CO, Bellinzona 1957;
- La chiesa di Sant'Antonio in Lugano, Arti grafiche già Veladini, Lugano 1958;
- Profilo storico di Stefano Franscini, da "Cenobio", nn.11-12, Lugano 1958, 667-686;
- Per Stefano Franscini, Quaderni del Cenobio, Lugano 1958, 21;
- Massimo Guidi, Tip. Grassi & CO, Lugano 1959;
- Il palazzo già monastero delle orsoline di Bellinzona ora residenza del Governo cantonale, estratto dalla "Rivista tecnica della Svizzera italiana", Arti grafiche già Veladini, Lugano 1960;
- Lineamenti storici del Malcantone, Tipografia Gaggini-Bizzozero, Lugano 1961;
- Lettera di Giuseppe Mazzini a Giacomo Luvini-Perseghini, in "Archivio storico ticinese", Casagrande, Bellinzona 1961, 4;
- Politica, religione e scuola in un carteggio inedito tra il cappuccino Fra Giocondo e l'avv. Carlo Battaglini del 1859, estratto dal numero unico "Il nostro Liceo", Tip. La Commerciale, Lugano 1961;
- Vari articoli su "Il nostro Liceo" annate 1956-1964, tra cui: Sei lettere inedite di Atto Vannucci a Francesco Dall'Ongaro del 1852; Garbata critica di Angelo Fava alla prolusione del Cattaneo; Sei lettere di Giovanni Cantoni a Pietro Peri; Sette lettere di Luigi Lavizzari a Pietro Peri e una a Giovanni Ferri; Otto lettere di Francesco Rodriguez a Pietro Peri; Per una scuola di figura a Lugano (Memoria del pittore Angelo Donati di Astano al Municipio della città); Osservazioni meteorologiche e transazione a favore del gabinetto di fisica; Apprensioni per una nomina e affidamenti ufficiali; Una lunga lettera di Peri in difesa di Cattaneo; La libreria Cattaneo donata a Lugano;
- Redazione dell'"Educatore della Svizzera Italiana", Arti grafiche già Veladini, Lugano 1961;
- Sessa. Edilizia-Storia-Arte-Tradizione, estratto dall'"Almanacco Malcantonese", Tip. La Malcantonese, Agno 1961;
- Natale Vicari alla Dieta di Zurigo del 1845 (Lettere inedite), in "Almanacco ticinese", 1961, 56-58;
- Un errore da rettificare. L'arch. Pietro Antonio Trezzini non è figlio di Domenico, estratto dal Bollettino Storico della Svizzera Italiana, vol. LXXIV, Fasc. I, Arti Grafiche A. Salvioni & CO S.A., Bellinzona 1962;
- Tessiner Dorf. Bild: Ugo Zaccheo, Verlag Schweiz. Lehrerverein, Zurigo 1962;
- Duello mancato tra il colonnello Luvini e il Conte Grilenzoni (1850-1851), Archivio storico ticinese, Casagrande, Bellinzona 1962, 4;
- I cento anni della "Federale" di Lugano (1863-1963), Arti Grafiche Labor, Lugano 1963;
- "Lugano del buon tempo" di Mario Agliati. Rettifiche storiche, estratto da "L'Educatore della Svizzera italiana", n. 3, 1964;
- Prefazione del libro "Notizie storiche su Monte Carasso", del maestro Rinaldo Guidotti, Istituto editoriale ticinese, Bellinzona 1965;
- Boschetto, estratto dall'"Almanacco Valmaggese", Tip. Pedrazzini, Locarno 1968;
- Precisazioni a una critica (al suo libro "L'Ospedale civico di Lugano"), in "Bollettino storico della Svizzera italiana", vol. 81, 1969;
- Bonstetten nelle valli Verzasca, Maggia e Onsernone, estratto dall'"Almanacco Valmaggese", Tip. Pedrazzini, Locarno 1969;
- Didascalie delle illustrazioni del libro "Lugano. Il borgo. La città. Il lago nell'iconografia del passato", Istituto grafico Casagrande, Bellinzona 1969;
- Latteria luganese 1920-1970. Latte e latticini nelle convalli di Lugano, Tip. Gaggigni-Bizzozero, Lugano 1970;
- Piccolo mondo antico di Locarno, estratto dall'"Almanacco Valmaggese", Tip. Pedrazzini, Locarno 1970;
- Tre lettere inedite di Giovita Scalvini a Giacomo Ciani, in "Bollettino storico della Svizzera italiana", vol. 84, 1972.